# Torre Badum
La torre Badum (també anomenada Badun, torre d'Almadun, La Torra o La Badum) és una torre de sentinella situada a la serra d'Irta sobre un penya-segat de considerable altura (uns 97 m), entre el barranc del Volante i la platja del Pebret, a uns 6 km al sud del nucli urbà de Peníscola.
No se sap amb certesa si pertanyia al sistema de vigia del castell de Xivert, o era un lloc de la fortalesa de Peníscola.

## Història
L'intel·lectual penisclà Alfred Ayza manté que el nom de la torre, Almadum, és àrab i dona per fet que és d'origen musulmà, si bé en èpoques posteriors s'hi hagen produït restauracions, com la que es descriu en la inscripció que figura en el costat oest de la torre.

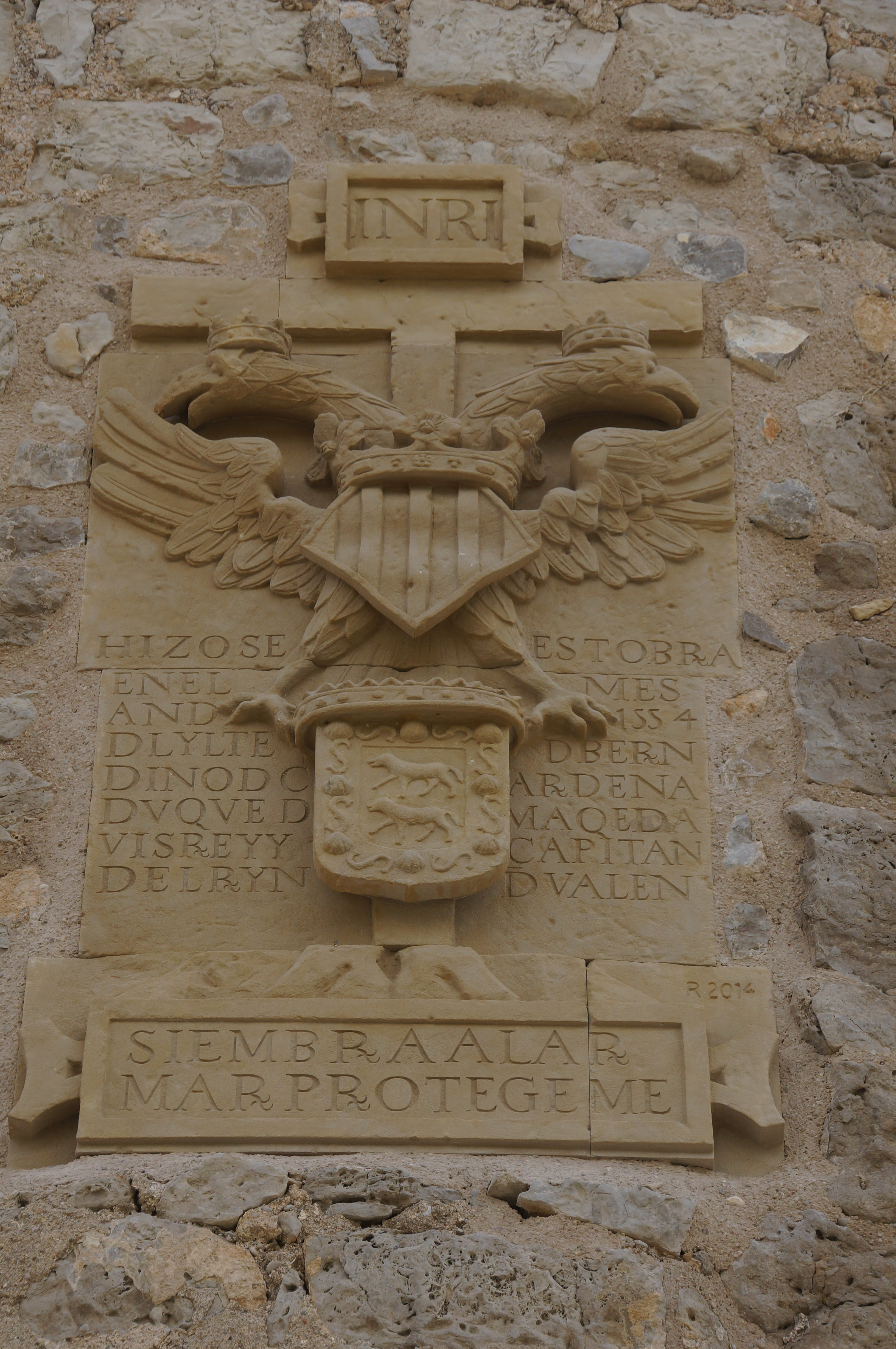
Escut del Regne de València

La inscripció on apareix l'escut del Regne de València indica l'any 1554, data que correspon a la construcció o amb més seguretat a la rehabilitació de la torre. Possiblement, la construcció és d'origen musulmà, com també la seua denominació.
Actualment, la torre es troba sota la protecció de la declaració genèrica del Decret de 22 d'abril de 1949, la llei 16/1985 sobre Patrimoni Històric i la Disposició Addicional Segona de la Llei 5/2007, de 9 de febrer, de la Generalitat Valenciana, del Patrimoni Cultural Valencià, en què es qualifica com a Bé d'Interès Cultural.

## Arquitectura
La construcció és de planta circular, el seu cos és troncocònic, amb un diàmetre de 5,75 m a la base i 5,25 m dalt a la coberta, i té una altura d'11 m. Construïda de maçoneria de pedra i sense porta a terra, però amb unes petites finestres en la part superior de l'estructura i una porta en alçada, a uns 6 m, que dona accés a una sala circular coberta de volta, habitacle dels torrers.

## Escut i inscripció
Sobre la seua façana mirant l'oest, cap al camí del Pebret, pot distingir-se l'escut del Regne de València de l'època de Carles V, presidit per l'àliga bicèfala dels Àustries.
Es tracta d'un plafó compost per quatre peces de pedra arenosa, perfectament encaixades entre si, amb unes mesures aproximades d'1 x 0,7 metres. Malgrat el deteriorament que a causa de l'erosió presenta la superfície de la pedra, la seua llaura denota una esplèndida execució.